# Guido Ghedina
Guido Ghedina (Cortina d'Ampezzo, 17 gennaio 1931 – Cortina d'Ampezzo, 20 giugno 1976) è stato uno sciatore alpino italiano.

## Biografia
Attivo negli anni cinquanta, nel 1952 fu il protagonista della III edizione della 3-Tre, disputata quell'anno a San Martino di Castrozza: nella classica dello sci alpino vinse uno slalom gigante (nell'altro arrivò secondo), lo slalom speciale e la combinata. Non ottenne invece alcuna medaglia ai Campionati italiani-
Partecipò ai VII Giochi olimpici invernali di Cortina d'Ampezzo 1956, classificandosi 11º nello slalom gigante e 17º nello slalom speciale.